# Noël Mamère
Noël Mamère (ur. 25 grudnia 1948 w Libourne) – francuski polityk, prawnik i dziennikarz, były eurodeputowany, parlamentarzysta.

## Życiorys
Uzyskał licencjat z prawa. Ukończył też m.in. Instytut Studiów Politycznych w Bordeaux, doktoryzował się z zakresu komunikacji społecznej.
Od 1969 do lat 90. pracował jako dziennikarz, początkowo w publicznym nadawcy Office de radiodiffusion télévision française, później w Radio Monte-Carlo i magazynie „Le Quotidien de Paris”. Popularność zdobył na przełomie lat 70. i 80. jako prezenter wiadomości w telewizji France 2. W stacji tej pracował do 1992.
Od 1989 do 2017 nieprzerwanie sprawował urząd mera Bègles. W latach 90. zasiadał w radzie regionu Akwitania.
Od 1992 był wiceprzewodniczącym centroprawicowej partii Pokolenie Ekologii. Został z niej usunięty w 1994. Powołał własne ugrupowanie pod nazwą Solidarność Ekologiczna, z którym później przystąpił do Zielonych. Stał się jednym z liderów tego ugrupowania. Kandydował z ramienia Les Verts w wyborach prezydenckich w 2002, uzyskując w pierwszej turze 5,25% głosów.
Od 1994 do 1997 był posłem do Parlamentu Europejskiego. Zasiadał w Grupie Zielonych w PE. W 1997 uzyskał mandat deputowanego do Zgromadzenia Narodowego w departamencie Żyronda. W kolejnych wyborach parlamentarnych w 2002, 2007 i 2012 ponownie był wybierany do izby niższej parlamentu.